# 스페이드 에이스

스페이드 에이스

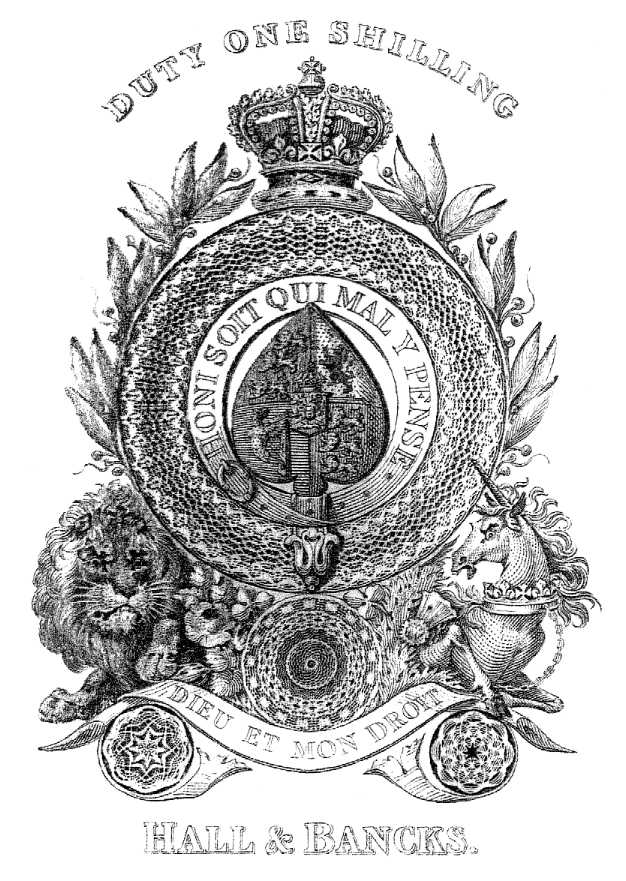
"Old Frizzle"(1828년)

스페이드 에이스(스파딜 (spadille)로도 유명)는 게임에 의해서 다소의 차이는 있지만 트럼프의 데크에서 전통적으로 최고의 랭크를 가지는 카드로 알려져 있다. 한편, 옛부터의 전설이나 민속에서나 「죽음의 카드 (death card)」로서 인지되고 있다.

## 디자인

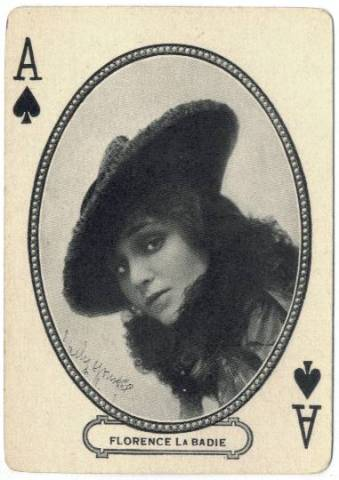
후로렌스 라 바디가 그려진 스페이드 에이스

스페이드 에이스가 화려하게 장식된 생각은 오늘의 카드 세트에서는 일반적이지만, 그 기원은 17세기로 거슬러 올라간다. 제임스 1세 및 거기에 계속되는 앤 여왕의 시대, 스페이드 에이스에는 그 인쇄소의 기장을 인쇄할 것으로 하는 법률이 정해졌다. 찰스 1세가 잉글랜드에 도입한 인지세는, 1711년에는 안 여왕에 의해서 트럼프에도 적용되게 되어, 이것이 1960년까지 계속되었다.
이 기간을 통해서, 다양한 방법에 의해 인지세가 지불필인 것을 나타냈다. 1712년 이후는 세트 중 한 장(통상은 스페이드 에이스)에 날인하는 것으로 나타내 보였다. 1765년, 날인은 폐지되어 인지국이 공식으로 인쇄한, 영국의 왕실 문장을 다룬 스페이드 에이스로 변경되었다. 1828년, 인지용 스페이드 에이스(통칭 「올드 후리즐」)는 1실링의 인지세가 지불필인 것을 나타내기 위해서 사용되었다.
이러한 제도는 1862년에 정부 지정의 3페니 포장지가 도입되었기 때문에 폐지되어 제조업자는 스페이드 에이스를 좋아하는 디자인으로 할 수 있게 되었다. 그러나, 대부분의 업자는 오늘 잘 알려진 장식적인 스페이드 에이스를 계속 사용하는 편을 선택했다. 이렇게 하여, 스페이드 에이스에 카드 제조자의 정보가 표시되게 되었던 것이다.
스페이드 에이스의 상세한 생각은 중요하기 때문에, 후에 의장 등록이나 상표 등록의 대상이 되었다. 예를 들면, 1882년 12월 5일에 미국의 죠지 G. 화이트는 그의 디자인의 「스페이드 에이스」에 대해서 미국 의장 등록 US0D0013473를 취득했다. 이 에이스는 에이스의 양측에서 남녀가 보다 걸리는 모습의 장식이 붙어 있다.

## 전쟁하에서의 사용 예
전시로는 많은 장면에서 스페이드 에이스가 이용되어 왔다. 제2차 세계대전에서는, 101 공수 사단의 제506 낙하산 보병 연대는 헬멧의 양측으로 스페이드의 심볼을 도장했다. 이 케이스에서는, 스페이드는 카드 유희로의 트키를 연상시키는 것부터, 행운을 나타내기 위해서 사용되었던 것이다. 대규모 공수부대에서 낙하산 사단에 속하는 연대를 식별하기 쉽게 하기 위해서 4종류 모든 슈트가 사용되었다. 연대에 속하는 대대는 위쪽으로부터 시계회전에 작은 봉인 또는 점을 써 식별했다. 사령부는 12시의 위치, 제1대대는 3시의 위치라는 상태이다.
20년 정도 후, 스페이드 에이스는 다시 미국 병사에게 사용되게 된다. 베트남 전쟁으로의 심리 병기로서이다. 미군은, 베트남에서는 전통적으로 스페이드가 죽음과 불운의 심볼로 여겨지고 있어 베트콩은 교전하는 일 없이 도망간다고 믿고 있었기 때문에, 살해한 베트남병의 시체에게 스페이드 에이스를 남기거나 숲의 지면이나 전장에 카드를 뿌리거나 했다. 이러한 관습은 효과가 있다고 믿었기 때문에, U.S 프레잉 카드사는 제35 보병 연대 제 2대대 C중대로부터 스페이드 에이스만을 오바코에서 공급하도록 요구되었다. 이 목상에는 자주 「바이시클 비밀 병기」라는 마크를 붙일 수 있었다(바이시클의 부분은 카드의 반전한 모양이었다).
베트콩에게 스페이드 에이스는 미신적 공포를 가져오는 마크는 아니었지만, 미국 병사의 사기를 높이는데는 도움이 되었다. 미국 육군과 해병대에서는 스페이드 에이스의 카드를 헬멧의 밴드에 끼워 반피스 마크의 일종으로서 사용하는 것도 드물지 않았다.
더 최근에는, 2003년의 이라크의 자유 작전에서 미국 병사에게 배부된 이라크의 수배자 플레잉 카드 세트에서는 준비중의 이라크 고관의 사진이 인쇄되고 있었다. 사담 후세인은 스페이드 에이스가 되어 있었으므로, 「스페이드 에이스」라는 닉네임이 대했다.

## 관용구
스페이드 에이스를 포함한 관용구는 매우 많아, 「스페이드 에이스처럼 검다(black as the ace of spades)」(검정과 흑인의 양쪽 모두를 의미한다)나 프랑스어에도 「fagotecomme l'as de pique(스페이드 에이스처럼 옷차림이 더럽다)」라는 말이 있다.

## 같이 보기
- 스페이드
- 플레잉 카드